# WTA Austrian Open 1978
Il WTA Austrian Open 1978 è stato un torneo di tennis giocato sulla terra rossa. È stata la 11ª edizione del torneo, che fa parte dei Tornei di tennis femminili indipendenti nel 1978. Si è giocato a Kitzbühel in Austria, nel luglio del 1978.

## Campionesse

### Singolare
Virginia Ruzici ha battuto  Sylvia Hanika con il punteggio di 6–4, 6–3.

### Doppio
Virginia Ruzici /  Renáta Tomanová hanno battuto  Regina Maršíková /  Florența Mihai  7–5, 6–2.